# 爱丽丝 (人名)
艾莉絲、愛莉絲、愛麗絲或艾麗斯通常是英语的翻譯。
這個名字最早出現在英語、法語和義大利語裡。Alice是從古法語"Adelais"縮寫而來的。而Adelais則出自德語名字"Adalheidis"，"adal"意指高貴的、典型、榜樣。在2005年，「愛麗絲」這個名字是瑞典第4名最受歡迎的女寶寶的名字；2007年為瑞典第6名最受歡迎的名字。
在澳洲、比利時、法國、愛爾蘭、蘇格蘭、英格蘭、威爾斯和北愛爾蘭，「愛麗絲」被列為前100名最受歡迎的女孩名。在2007年，「愛麗絲」是美國第346名最受歡迎的女嬰名字。1990年美國人口普查，「愛麗絲」為第51名女性最普遍的名字。而"Arisu"這個名字在日本則越來越受歡迎。
在維多利亞女王時代和20世紀時，此名在當時的美國最受歡迎。此名從路易斯·卡羅筆下的《愛麗絲夢遊仙境》中的愛麗絲開始受歡迎；此名也從維多利亞女王時代到愛麗絲公主（維多利亞女王的一個女兒）期間流行。愛麗絲·羅斯福·隆沃思（美國第26任總統西奧多·羅斯福的女兒）在新聞報刊上是有名的「愛麗絲公主」，有一首歌是為了她而命名為"Alice Blue Gown"。近幾年來，由"Alice"轉變成"Alicia"、"Alyssa"、"Allison"和"Allie"的這些名字，已成為現在美國炙手可熱的名字了。在2007年，"Alyssa"成為美國第14名最受歡迎的女嬰名字；"Allison"為第46名；"Alicia"為第180名；"Allie"為第238名。

## 人名

### 皇室
- 爱丽丝公主 (英国)：英國維多利亞女王和阿爾伯特親王(Consort Albert)的第三個孩子和第二個女兒，亦愛德華七世的大妹，黑森和萊茵大公路德維希四世的夫人。
- 愛麗絲公主 (黑森和萊茵大公夫人)：英國维多利亚女王和阿尔伯特親王的二女儿
- 愛麗斯王妃 (格洛斯特公爵夫人)：英國國王喬治五世的第三子、喬治六世的弟弟格洛斯特公爵亨利王子的王妃，現女王伊莉莎白二世的嬸母。
- 愛麗絲公主 (巴滕貝格)：是路易斯王子及其夫人維多利亞公主的長女。

### 作家和诗人
- 艾麗斯·孟若：加拿大女作家。三次獲得加拿大總督獎，於2009年獲得布克國際獎。2013年獲諾貝爾文學獎。
- 艾莉絲·希柏德：美國小說家，《蘇西的世界》作者。
- 愛麗絲·華克：美國作家，曾獲普立茲小說獎、美國國家圖書獎，代表作為《紫色姐妹花》。
- 愛麗絲·梅內爾：英國女作家，生於倫敦。

### 音乐人
- Alice (韓國歌手)：韓國音樂組合Hello Venus成員
- 愛麗絲·芭布斯：瑞典韋斯特維克市出生的歌手和演員
- 埃利斯·庫珀：美國搖滾歌手
- 愛麗絲囚徒：一支由吉他手Jerry Cantrell和歌手Layne Staley在華盛頓州西雅圖成立的搖滾樂隊

### 演员和电影人
- 愛麗絲·布雷迪：美國電影演員，曾獲得奧斯卡最佳女配角獎
- 艾莉絲·伊芙：英國演員。曾出演《辣妹愛宅男》、《慾望城市2》
- 艾麗絲·克里奇：南非女演員
- 艾莉·麥克勞：美國電影演員

### 科学家和药学家
- 艾麗斯·漢密爾頓：美國工業醫學領域先驅、首位在哈佛大學醫學院執教的女性

### 社会活动家
- 艾麗斯·保羅：美國女權運動領袖，促使美國憲法第十九修正案通過

### 其他
- 蒙巴納斯的吉吉：巴黎藝術家
- 艾麗絲·班迪奧：澳洲超級名模
- 艾莉絲 (主持人)：台灣綜藝節目主持人
- 阿麗莎·克萊班諾娃：俄羅斯女網球運動員
- 艾麗斯·米爾斯：澳大利亞游泳運動員
- 艾莉絲·史葛：英格蘭女子足球運動員
- 愛麗絲·李道爾：路易斯·卡羅的經典童話作品《愛麗絲夢遊仙境》的創作原型
- 愛麗絲·羅斯福·隆沃思：第26任美國總統西奧多·羅斯福長女

## 虚构角色
- 愛麗絲 (愛麗絲夢遊仙境)：路易斯·卡羅所著奇幻小說《愛麗絲夢遊仙境》的主角。
- 艾莉絲 (惡靈古堡)：電影版《惡靈古堡》的主要角色之一，由蜜拉·喬娃薇琪飾演。
- 艾莉絲 (寵物小精靈)：寵物小精靈角色。
- 愛莉絲·瑪嘉托洛伊德：東方Project角色。
- 亚璃子（Alice）：美少女万华镜3主要角色。
- 有栖川仁乃（小名Alice）：《覆面系NOISE》主要角色。
- 艾莉丝·弗罗拉莉（Eris Floralia）：《秽翼的尤斯蒂娅》角色。
- 久远寺有珠（Kuonji Alice）：《魔法使之夜》主要角色。
- 菜菜木爱丽丝：《駄作》主要角色。
- 愛麗絲·滋貝魯庫（另譯愛麗絲·青貝爾克）、愛麗絲·辛塞西斯·薩提（Alice Synthesis Thirty）（愛麗絲·整合體·三十）（Web版為 Alice Synthesis Fifty）：輕小說《刀劍神域》Alicization篇的主要角色之一。登場於文庫本第9卷和第11卷。
- 愛麗絲，《潘多拉之心》主要角色
- 爱丽丝·盖恩斯巴勒，《最终幻想VII》主要角色。
- 有栖良平（Alice）：《今際之國的闖關者》《今際之國的闖關者RETRY》主角。
- 愛麗絲與鮑伯：密码学语境中的常用角色代称。